# René Goormaghtigh
René Goormaghtigh (n. 13 octombrie 1893 la Oostende – d. 10 februarie 1960 la Ixelles) a fost un inginer belgian, care a adus contribuții numeroase în domeniul matematicii.
Astfel conjectura lui Goormaghtigh din teoria numerelor îi poartă numele.
A fost profesor de matematică la Bruxelles.
Majoritatea memoriilor și articolelor le-a publicat în revista Mathesis.
A manifestat un deosebit interes pentru problemele de geometrie.
Astfel, în 1926 a făcut studii asupra curbelor lui Césaro.
A studiat proprietățile unei clase de curbe și suprafețe, proprietățile triunghiurilor speciale, a generalizat teorema Noyer-Droz-Farny pentru tetraedre, a generalizat teorema lui Jamet relativ la curbele triunghiulare simetrice (1924).
A studiat normalele la conice.
A generalizat teorema lui Neuberg.
S-a ocupat de dreapta lui Simpson comună triunghiului ortic și complementar, de punctele de intersecție ale cercului celor nouă puncte.
A studiat foliul lui Descartes și cercurile asociate triunghiului.